# Serie Mundial de 1913
La Serie Mundial de 1913 fue disputada entre New York Giants y Philadelphia Athletics.
El equipo de Filadelfia resultó ganador al vencer en la serie por 4 partidos a 1.

## Desarrollo

### Juego 1
| Equipo       | 1 | 2 | 3 | 4 | 5 | 6 | 7 | 8 | 9 | C | H  | E |
| ------------ | - | - | - | - | - | - | - | - | - | - | -- | - |
| Philadelphia | 0 | 0 | 0 | 3 | 2 | 0 | 0 | 1 | 0 | 6 | 11 | 1 |
| New York     | 0 | 0 | 1 | 0 | 3 | 0 | 0 | 0 | 0 | 4 | 11 | 0 |

LG: Chief Bender (1–0)  LP: Rube Marquard (0–1)  
HRs:  PHA – Home Run Baker (1)

### Juego 2
| Equipo       | 1 | 2 | 3 | 4 | 5 | 6 | 7 | 8 | 9 | 10 | C | H | E |
| ------------ | - | - | - | - | - | - | - | - | - | -- | - | - | - |
| New York     | 0 | 0 | 0 | 0 | 0 | 0 | 0 | 0 | 0 | 3  | 3 | 7 | 2 |
| Philadelphia | 0 | 0 | 0 | 0 | 0 | 0 | 0 | 0 | 0 | 0  | 0 | 8 | 2 |

LG: Christy Mathewson (1–0)  LP: Eddie Plank (0–1)  

### Juego 3
| Equipo       | 1 | 2 | 3 | 4 | 5 | 6 | 7 | 8 | 9 | C | H  | E |
| ------------ | - | - | - | - | - | - | - | - | - | - | -- | - |
| Philadelphia | 3 | 2 | 0 | 0 | 0 | 0 | 2 | 1 | 0 | 8 | 12 | 1 |
| New York     | 0 | 0 | 0 | 0 | 1 | 0 | 1 | 0 | 0 | 2 | 5  | 1 |

LG: Bullet Joe Bush (1–0)  LP: Jeff Tesreau (0–1)  
HRs:  PHA – Wally Schang (1)

### Juego 4
| Equipo       | 1 | 2 | 3 | 4 | 5 | 6 | 7 | 8 | 9 | C | H | E |
| ------------ | - | - | - | - | - | - | - | - | - | - | - | - |
| New York     | 0 | 0 | 0 | 0 | 0 | 0 | 3 | 2 | 0 | 5 | 8 | 2 |
| Philadelphia | 0 | 1 | 0 | 3 | 2 | 0 | 0 | 0 | X | 6 | 9 | 0 |

LG: Chief Bender (2–0)  LP: Al Demaree (0–1)  
HRs:  NYG – Fred Merkle (1)

### Juego 5
| Equipo       | 1 | 2 | 3 | 4 | 5 | 6 | 7 | 8 | 9 | C | H | E |
| ------------ | - | - | - | - | - | - | - | - | - | - | - | - |
| Philadelphia | 1 | 0 | 2 | 0 | 0 | 0 | 0 | 0 | 0 | 3 | 6 | 1 |
| New York     | 0 | 0 | 0 | 0 | 1 | 0 | 0 | 0 | 0 | 1 | 2 | 2 |

LG: Eddie Plank (1–1)  LP: Christy Mathewson (1–1)  

|                                                                |
| Campeón de las Grandes Ligas Philadelphia Athletics 3.º título |